# Meade Lux Lewis
Meade Lux Lewis (setembro de 1905 - 7 de junho de 1964) foi um pianista e compositor norte-americano, conhecido por seu trabalho no estilo boogie-woogie.
Sua obra mais conhecida, "Honky Tonk Train Blues", foi gravado em vários contextos, muitas vezes em um arranjo para big band. As primeiras gravações desta obra por outros artistas incluem performances de Adrian Rollini, Frankie Trumbauer, a cravista Sylvia Marlowe, o organista George Wright (com o baterista Cozy Cole, sob o título "Órgão Boogie") e Bob Zurke com a orquestra de Bob Crosby. Keith Emerson do Emerson, Lake & Palmer, muitas vezes a incluiu em seu programa.